# Castell de Silves
El Castell de Silves és un castell dins la ciutat, freguesia i municipi de Silves, al districte de Faro, a l'Algarve, a Portugal.
En posició dominant sobre l'estuari de l'Arade, és el castell més gran de l'Algarve, considerat el més bell exemple de l'arquitectura militar islàmica del país.(1)

## Història

### Antecedents
La primitiva ocupació humana del turó de Silves remunta a la prehistòria, i es creu que, en el primer mil·lenni ae, alguns navegants fenicis s'endinsaren al riu Arade, navegable fins a la fi de l'edat mitjana, i que, posteriorment, s'hi conegué la presència romana, que ací explotà una mina de coure, d'acord amb els testimonis arqueològics. Alguns autors pensen que en serien responsables d'una primera fortificació, entre els segles IV i v, també atribuïda als visigots que els van succeir.

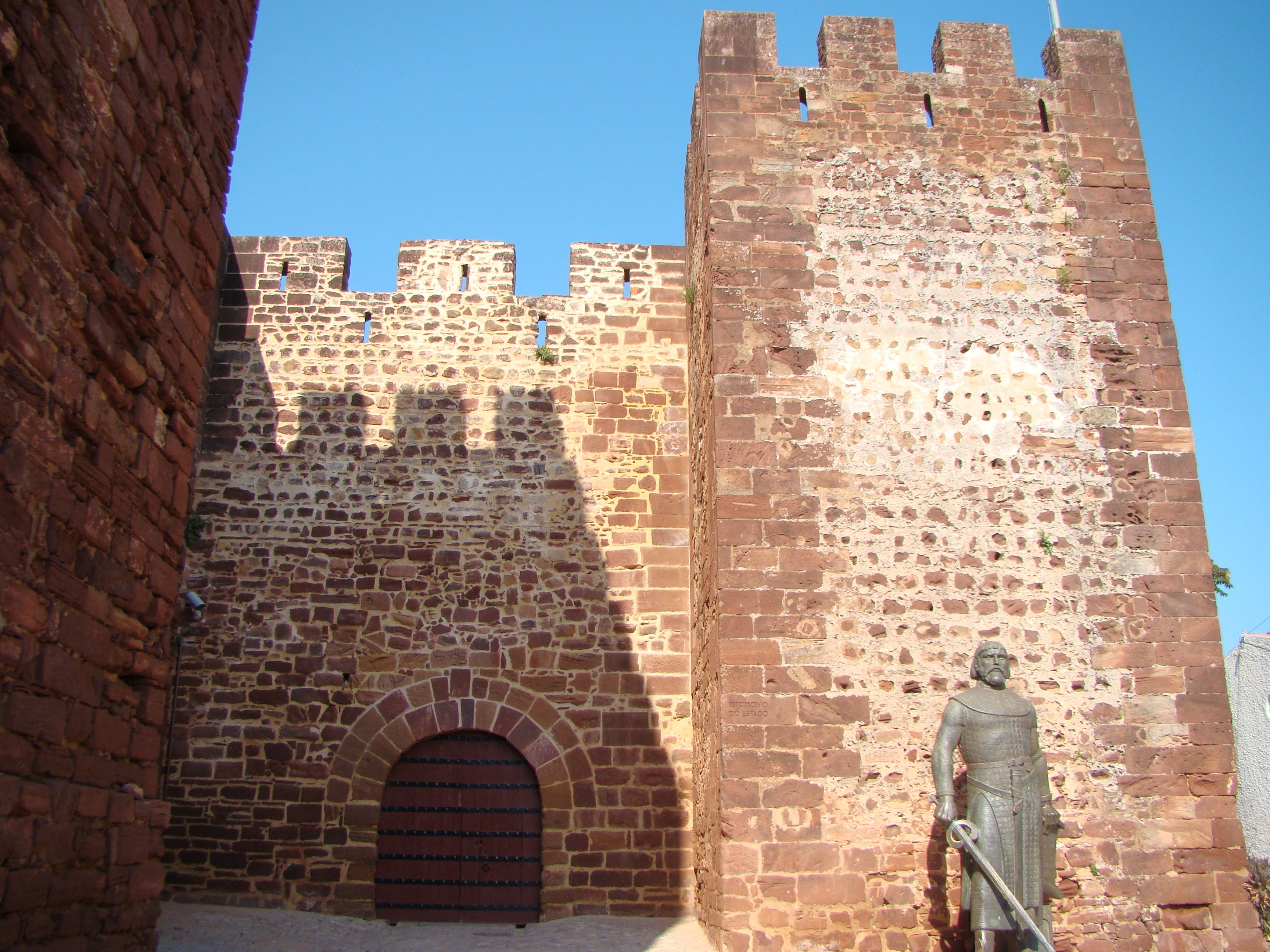
L'entrada al Castell de Silves

A partir del segle VIII, davant la invasió musulmana de la península Ibèrica, els nous senyors d'aquesta zona començaren la fortificació de Silves (llavors as-Shilb), fet confirmat per algunes excavacions.(1) Gràcies a la posició geogràfica privilegiada el poble cresqué ràpidament. Al voltant del segle XI, quan estava en el seu apogeu, sobrepassant Ossónoba en importància, fou escenari d'incomptables disputes entre prínceps musulmans, fou conquerida pel rei poeta Al-Mútamid (1052), i fou seu d'una taifa. Encara que una historiografia clàssica afirme que les forces de Ferran I de Lleó van conquerir i saquejar la població al 1060, la realitat d'aquest esdeveniment ha estat qüestionada.(1)
Es creu que data d'aquest període la configuració del perímetre emmurallat, amb una àrea de prop de dotze hectàrees. La muralla amb cresteria, esquinçada per tres portes, era reforçada per torres de planta quadrangular. A dins la població incloïa dos carrers principals, en dos eixos. Junt a la porta principal (Porta d'Almedina, Porta de Loulé) s'alçava el vast Palau de Varandas, hui desaparegut, que coneixem per la poesia d'Al-Mútamid.(1)
El poble apareix descrit en la crònica de Xelbe al final del segle xii, com un dinàmic centre urbà, comercial i cultural del món islàmic. Data de la primeria del segle XIII la reforma almohade de les defenses, empresa pel darrer rei musulmà, Ibn al-Mahfur, que li conferiu les línies generals que, amb alguns canvis, ens han arribat.

### El castell medieval

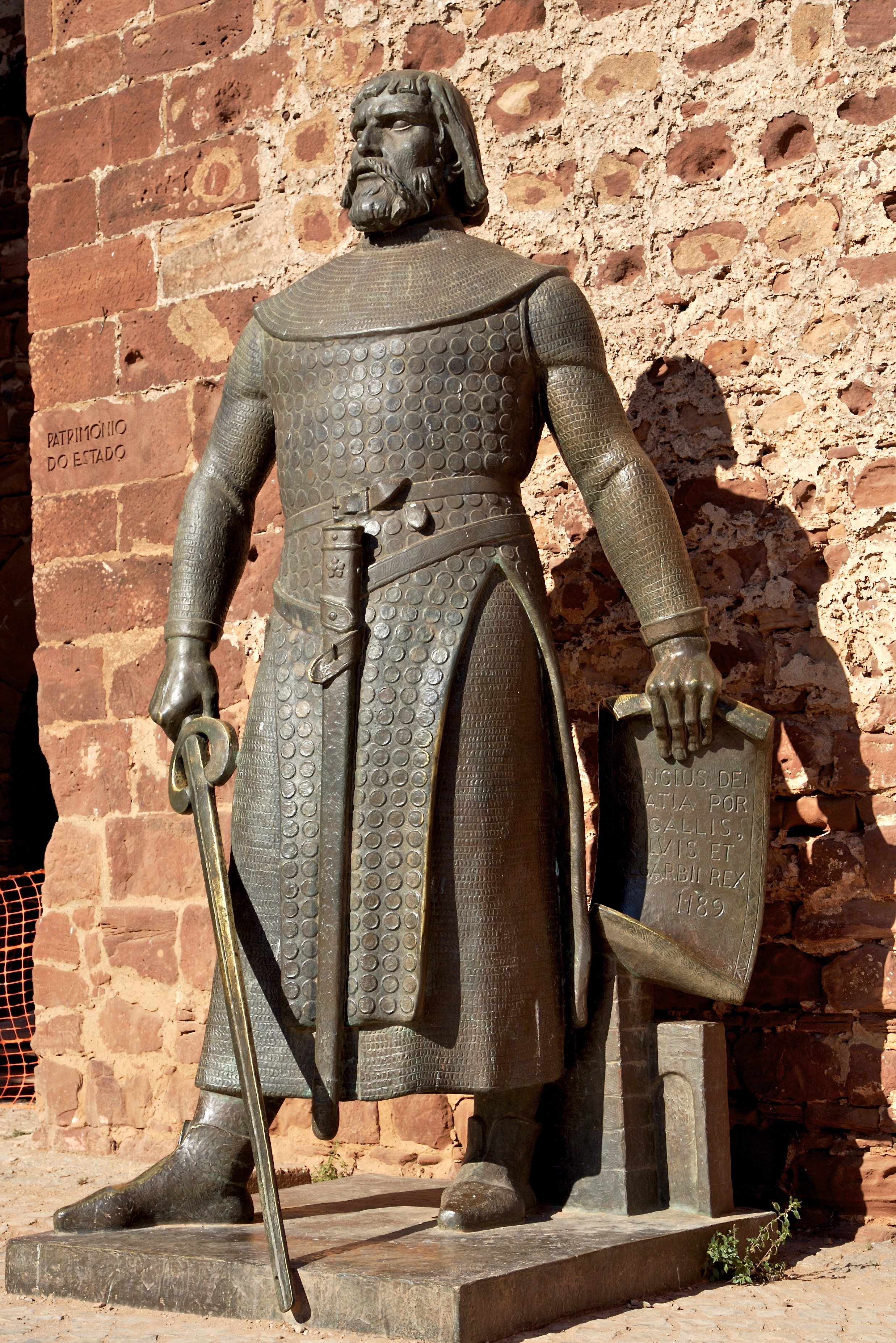
L'estàtua del rei Sanç I a l'entrada del Castell de Silves

A l'època de la conquista cristiana de la península Ibèrica, el monarca portugués Sanç I (1185-1211) també se sentí atret per la prosperitat d'aquest enclavament. Al 1189, amb l'ajut d'una flota de croats danesos i frisons, va conquerir primer el veí Castell d'Alvor. A l'estiu del mateix any, amb l'ajut d'una nova flota de croats, ara d'anglesos i alemanys, intenta, a partir de la segona quinzena de juliol, la conquesta de Silves, amb un dur setge. La població es rendeix el 2 de setembre, i fou violentament saquejada.
La població i el castell es mantenen sota Portugal fins a la contraofensiva almohade que, sota el comandament del califa Yússuf Yaqub al-Mansur, el 1191, culminar amb la pèrdua de totes les conquestes cristianes dels territoris al sud del riu Tajo, tret de la ciutat d'Évora.
L'any 1242, els cavallers de l'Orde de Sant Jaume, sota el comandament del seu mestre, Paio Peres Correia, intentà la conquesta de Silves, però només va ser definitivament portuguesa sota el regnat d'Alfons III (1248-1279), el 1253, quan se'n restaurà el bisbat. El sobirà va concedir a la població furs (1266), quan se'n reforçaran les defenses.
Posteriorment, Ferran I (1367-1383) i Joan I (1385-1433) repararen aquestes defenses.
Es creu que se'n feren treballs d'ampliació i reforç sota el regnat de Manuel I (1495-1521), que va concedir Foral Nou a la vila (1504), doncs daten d'aquest període les obres de l'església de la Seu i de la Misericòrdia.

### Del terratrèmol de 1755 als nostres dies

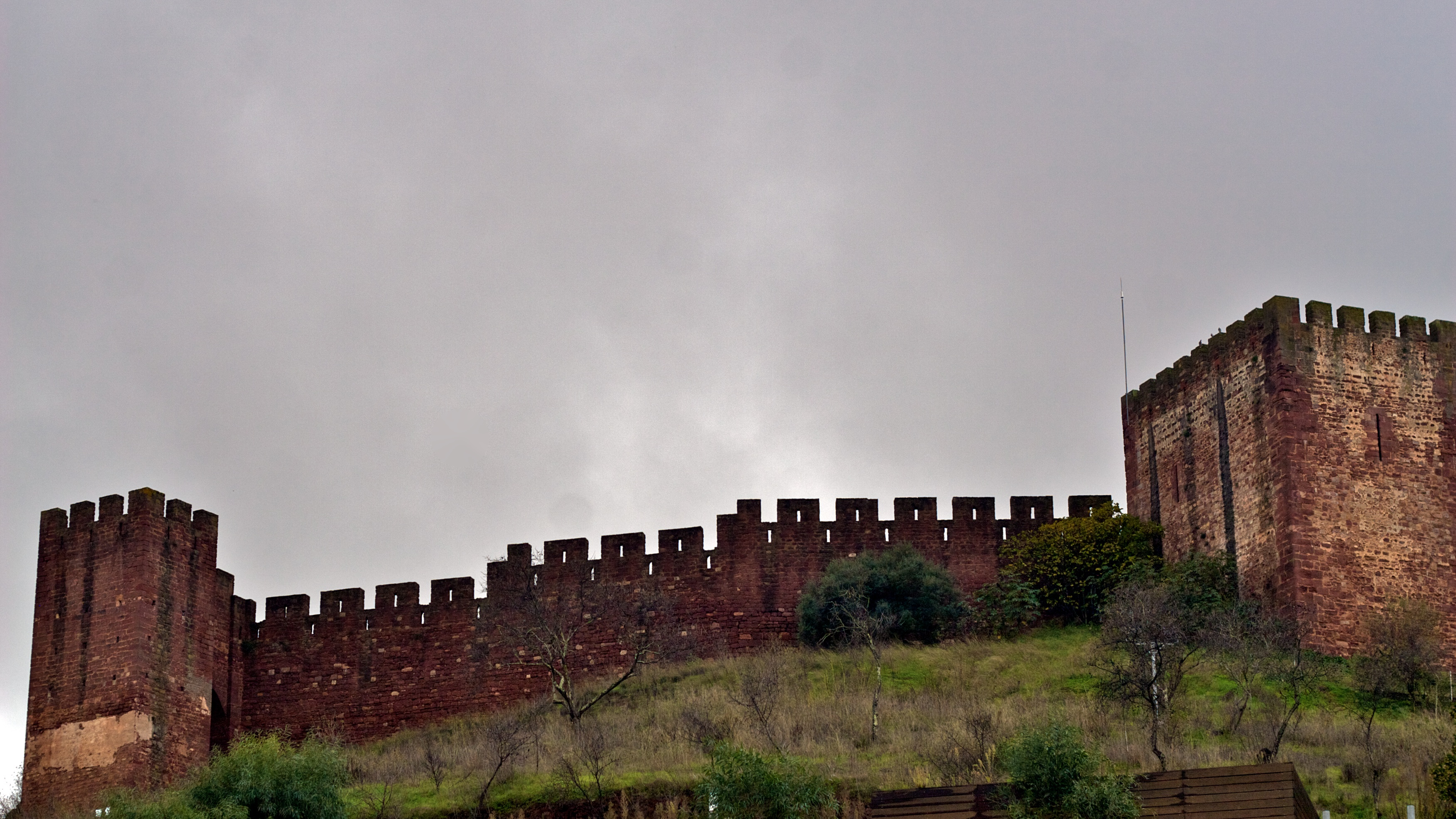
Muralles del Castell de Silves

A causa del terratrèmol de 1755, l'estructura en fou severament danyada.
El castell es troba classificat com a Monument Nacional per decret del 23 de juny de 1910. En les dècades de 1930 i 1940, se'n feren intervencions de consolidació, a càrrec de la Direcció General d'Edificis i Monuments Nacionals (DGEMN), desobstruindo-es troços de muralles i refent-se algunes torres, amenaçades de ruïna.
Des de 1984 s'han fet excavacions arqueològiques a l'interior del castell, coordinades per Rosa Varela Gomes (FCSH-UNL), docent de l'àrea d'Arqueologia Medieval Islàmica.
Aquest castell és un dels majors i més ben preservats monuments del país.

## Característiques

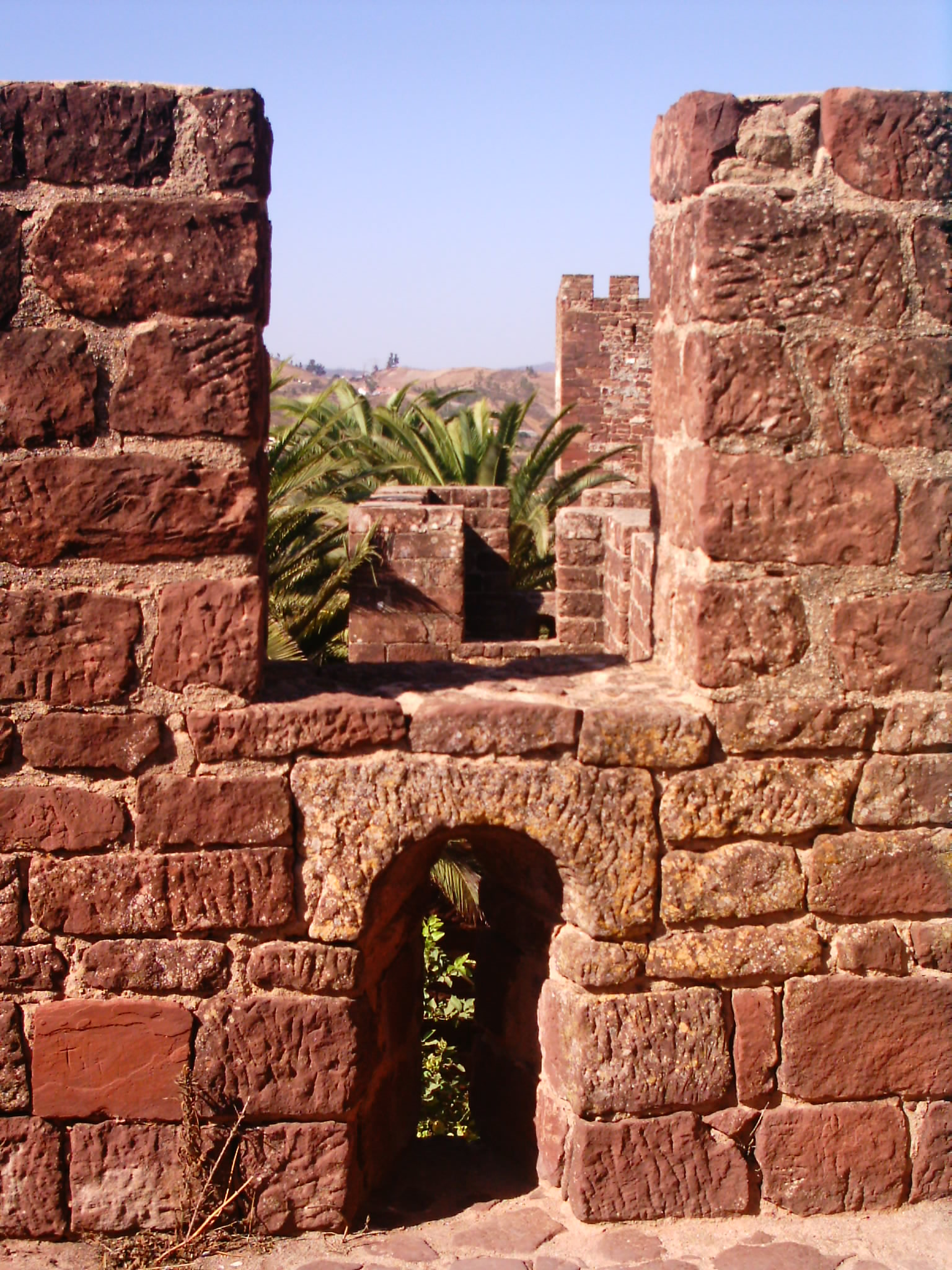
Castell de Silves, detall de la muralla

La fortificació ocupa una àrea d'uns 12.000 m², és un típic exemplar d'arquitectura militar islàmica, alçat amb morter revestit amb gres, material abundant a la zona i que li confereix una tonalitat rogenca.
L'àrea urbana es troba als vessants est, sud i ponent. Les cases formen carrers irregulars que s'estenien fins al riu Arade. Es construí a l'extrem est d'un turó de 56 m, al marge dret d'aquest riu. Els vessants, molt inclinats, proporcionaven bones condicions naturals de defensa. El castell té una muralla de planta poligonal irregular, composta per 4 torrasses amb merlets connectades per muralles amb adarb, rematades amb cresteria.
La fortificació islàmica contenia dos grans espais:
- l'alcassaba, en posició dominant en la cota més alta, amb muralles reforçades per onze torres de planta quadrangular, dues de les quals eren albarranes, i se'n comunicaven per un passatge elevat en arc; i
- la medina, lligada a l'alcassaba per una porta protegida per dues poderoses torres. La muralla envolta la població, i s'obri per tres portes, de les quals només la Porta de Loulé ens ha arribat. Aquesta porta presenta un passadís doble, amb arcs de volta perfecta, protegit per una torre albarrana. Es creu que l'estructura inferior seria en colze. Aquesta torre té dins dues sales i annexos on, durant segles, s'instal·là l'Ajuntament i, des de 1983, la Biblioteca Municipal. Al costat se'n trobaren vestigis del "Palau das Varandas", durant una recerca coordinada per Rosa Varela Gomes.

Quatre de les torres, modificades durant la reconstrucció promoguda al segle xiv o XV, presenten portes d'estil gòtic, sales porticades i pedres amb marques dels paletes que les van aixecar.
A l'alcassaba hi ha cisternes:
- la principal, de dimensions monumentals, amb voltes de cinc arcs. Segons la tradició, abastia la població durant un any; i
- la Cisterna dels gossos, amb 70 m de profunditat, sembla que aprofitava un antic pou d'explotació de coure d'època romana.

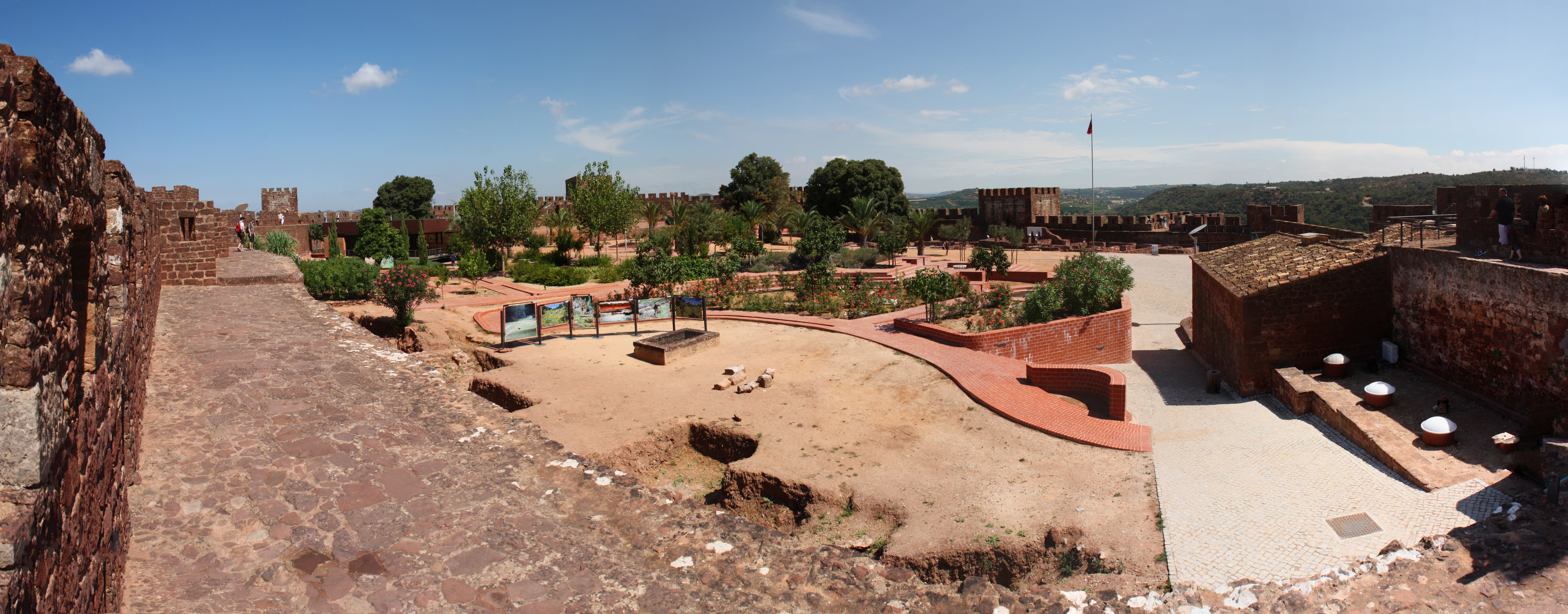
Panoràmica de l'interior del Castell de Silves